# Tonka (film, 1997)
Pour plus de détails, voir Fiche technique et Distribution.
Tonka est un film franco-italien de long métrage réalisé par Jean-Hugues Anglade, sorti en 1997.

## Synopsis
Un sprinter au bout du rouleau rencontre à Roissy, Tonka, une jeune indienne qui a la même passion que lui pour la course. Il devient son entraîneur et vit avec elle une relation amoureuse qui redonne un sens à sa vie.

## Fiche technique
- Titre : Tonka
- Réalisation : Jean-Hugues Anglade
- Scénario : Jean-Hugues Anglade
- Musique: Gabriel Yared
- Producteurs: Pier Francesco Aiello ; Jean-François Lepetit
- Sociétés de production : Flach Film ; PFA Films
- Distribution: Ciby 2000 ; France Télévisions Distribution
- Genre : comédie dramatique
- Durée : 113 minutes
- Date de sortie : 4 juin 1997 (France)

## Distribution
- Pamela Soo : Tonka Soobrayen
- Jean-Hugues Anglade : le sprinter
- Alessandro Haber : Pietro Pistacio
- Shi Liang : Tran (as Hai Wu)
- Marisa Berenson : Mme Pflaum
- Christian Charmetant : Le chauffeur de taxi
- Philippe du Janerand : Le commissaire de course
- Christophe Odent : Le médecin sportif
- Sagayamarie Job : la mère de Tonka
- Satya Oblette : Gaden
- Nipul A. Walawage : Alvyn